# Julius Eichberg
Julius Eichberg (Düsseldorf, Alemanya, 13 de juny de 1824 – Boston, Massachusetts, Estats Units, 18 de gener de 1893) fou un violinista i compositor alemany.
Perfeccionà els seus estudis en el Conservatori de Brussel·les, sota la direcció de Meerts i Fétis. El 1844 fou escripturat com a primer violí en el teatre de Frankfurt, el 1848 passà a Ginebra per a desenvolupar el càrrec de professor de violí en el Conservatori i el 1857 va arribar als Estats Units, romanent dos anys a Nova York i després procedir a Boston, on es va convertir en el director d'Orquestra del Museu de Boston, on va estrenar dues òperes The Doctor of Alcántara (1862) i The Rose of Tyrol (1865). El 1867 va fundar i va dirigir el Conservatori de Música de Boston, i en el mateix any va ser triat superintendent de la música a les Escoles Públiques de Boston, càrrec en el qual hi va romandre molt temps. També va fundar l'Escola de Violí Eichberg. Més tard va compondre simfonies i peces per a piano.